# Jugendherbergen in Island
Es gibt 29 Jugendherbergen in Island, davon sind zwei in Reykjavík. (Stand 2021)
Die Zahl der Betten werden jetzt nicht mehr angegeben. 2015 waren es über 1.600 Betten in 35 Häusern. Die Anzahl der Betten pro Haus lagen da zwischen 15 Fljótsdalur und 180 in Reykjavík City. Vierzehn der Herbergen sind ganzjährig geöffnet, andere kürzer bis herunter zu wenigen Monaten über den Sommer. Von Jahr zu Jahr kommen neue Häuser dazu und andere verschwinden wieder. Zwischen 2008 und 2013 wurden an 10 Orten Jugendherbergen geöffnet und 5 andere wurden geschlossen. Meist wird keine Verpflegung angeboten. Man kann seine Mahlzeiten in Gästeküchen zubereiten.
Islands Jugendherbergen sind seit 1939 im Land als Bandalag íslenskra Farfugla (Farfuglar) organisiert.

## Liste der Jugendherbergen in Island
Im Uhrzeigersinn um die Insel. (Stand 2021)
| Name                           | bei / Ort          | Landesteil        | geöffnet          |
| ------------------------------ | ------------------ | ----------------- | ----------------- |
| Reykjavík Dalur                |                    | Höfuðborgarsvæðið | ganzjährig        |
| Reykjavík Loft                 |                    | Höfuðborgarsvæðið | ganzjährig        |
| Akranes                        |                    | Vesturland        | ganzjährig        |
| Borgarnes                      | Borgarfjörður      | Vesturland        | ganzjährig        |
| Grundarfjörður                 | Snæfellsnes        | Vesturland        | ganzjährig        |
| Reyhólar                       | Reykjanes          | Vestfirðir        | 1. Mai – 30. Sept |
| Korpudalur                     | Önundarfjörður     | Vestfirðir        | 20. Mai – 15. Sep |
| Broddanes                      | Kollafjörður       | Vestfirðir        | 15. Jun – 20. Aug |
| Sæberg                         | Hrútafjörður       | Norðurland vestra | 1. März – 31. Okt |
| Blönduós                       | Húnafjörður        | Norðurland vestra | 15. Mai – 31. Aug |
| Dalvík                         | Eyjafjörður        | Norðurland eystra | ganzjährig        |
| Akureyri                       | Eyjafjörður        | Norðurland eystra | 15. Jan – 1. Dez  |
| Berg                           | Aðaldalur, Mývatn  | Norðurland eystra | 15. Mai – 10. Sep |
| Árbót                          | Aðaldalur, Mývatn  | Norðurland eystra | 1. Apr – 30. Sept |
| Kópasker                       | Öxarfjörður        | Norðurland eystra | 10. Mai – 15. Okt |
| Þórshöfn                       | Langanes           | Norðurland eystra | ganzjährig        |
| Húsey                          | Jökla, Hróarstunga | Austurland        | 1. Apr – 1. Nov   |
| Seyðisfjörður Hafaldan Harbour | Austfirðir         | Austurland        | 1. Apr – 1. Okt   |
| Seyðisfjörður Old Hospital     | Austfirðir         | Austurland        | 4. Apr – 20. Sept |
| Reyðarfjörður                  | Austfirðir         | Austurland        | ganzjährig        |
| Berunes                        | Djúpivogur         | Austurland        | 16. Apr – 31. Okt |
| Höfn                           | Hornafjörður       | Austurland        | ganzjährig        |
| Vagnsstaðir                    | Jökulsárlón, Höfn  | Austurland        | ganzjährig        |
| Vík í Mýrdal                   | Reynishverfi       | Suðurland         | ganzjährig        |
| Vestmannaeyjar                 |                    | Suðurland         | ganzjährig        |
| Fljótsdalur                    | Fljótshlíð         | Suðurland         | 1. Apr – 31. Ok   |
| Laugarvatn                     |                    | Suðurland         | 3. Feb – 27. Nov  |
| Selfoss                        |                    | Suðurland         | ganzjährig        |
| Eyrarbakki                     |                    | Suðurland         | ganzjährig        |

Aus der Liste von 2015 sind 7 Jugendherbergen entfallen und 3 neue dazugekommen. Die Angaben stammen von den Seiten Hostel.is.